# Wilhelm zu Schaumburg-Lippe

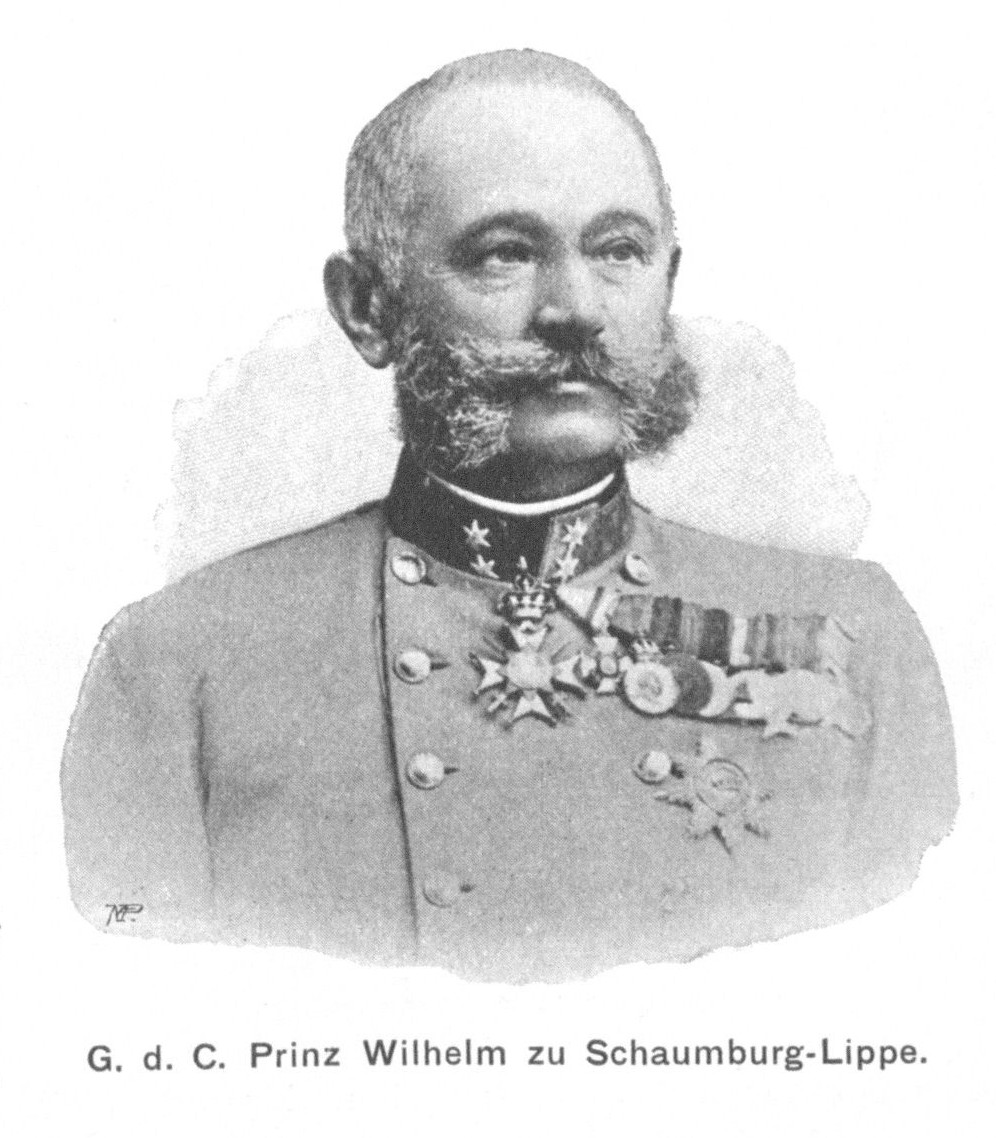
Prinz Wilhelm zu Schaumburg-Lippe

Prinz Wilhelm zu Schaumburg-Lippe, vollständiger Name Wilhelm Karl August zu Schaumburg-Lippe, tschechisch Vilém ze Schaumburg-Lippe; (* 12. Dezember 1834 in Bückeburg; † 4. April 1906 auf Schloss Ratiborschitz bei Nachod) war ein deutscher Adeliger aus dem Haus Schaumburg-Lippe, k. u. k. General der Kavallerie. Ab 1857 gehörte ihm die Sekundogenitur der Herrschaft Nachod-Chwalkowitz, aus der er 1873 mit Genehmigung des Kaisers Franz Joseph I. einen Familienfideikommiss errichtete.

## Leben
Prinz Wilhelm war der dritte Sohn des Fürsten Georg Wilhelm zu Schaumburg-Lippe (1784–1860) und dessen Frau Ida (1796–1869), geborene Prinzessin zu Waldeck und Pyrmont.
Er besuchte von 1854 bis 1856 die Universität Bonn und trat 1859 in die österreichische Armee ein. 1857 übertrug ihm sein Vater die Herrschaft Nachod, die er für Wilhelm als eine Sekundogenitur eingerichtet hatte. Dadurch wurde Wilhelm der Begründer des Nachoder Familienzweigs des Hauses Schaumburg-Lippe. Um sich der Bewirtschaftung seiner Güter widmen zu können, beendete er 1861 seine militärische Laufbahn. Bereits 1861 ernannte ihn die Stadt Náchod zu ihrem Ehrenbürger.
Am 30. Mai 1862 heiratete er in Dessau Bathildis von Anhalt-Dessau (1837–1902), zweite Tochter des Prinzen Friedrich August von Anhalt-Dessau und dessen Frau Marie von Hessen-Kassel. Das Paar bezog als Wohnsitz Schloss Náchod, nach beendeter Renovierung das Schloss Ratiborschitz.

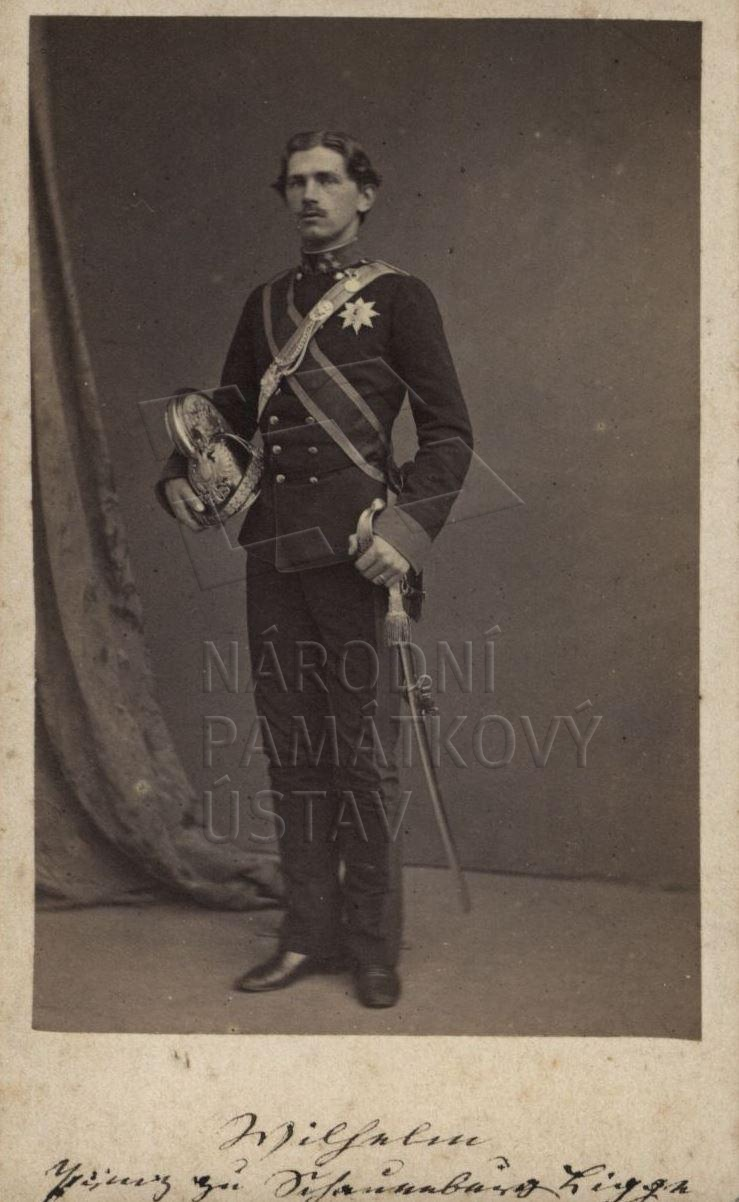
Prinz Wilhelm in Dragoneruniform, 1860er Jahre

1866 nahm Prinz Wilhelm am Deutschen Krieg in der Kaiserlich-Königlichen Armee teil. Von Kaiser Franz Joseph I. wurde er zum Major ernannt und erhielt das Militär-Verdienstkreuz mit Kriegsdekoration. Prinzessin Bathildis kehrte nach dem Friedensschluss von Kopenhagen nach Ratiborschitz zurück, wo beide am 2. November des Jahres den Kaiser zu Gast hatten. 1867 wurde Wilhelm zum erblichen Mitglied des Österreichischen Herrenhauses ernannt. 1871 erwarb er Mesletsch. 1875 wurde er mit dem Orden der Eisernen Krone I. Klasse dekoriert und 1876 zum Oberstleutnant befördert. 1879 Oberst im Regiment der Windischgrätz-Dragoner, wurde er 1885 Generalmajor und 1890 Feldmarschallleutnant. 1899 wurde ihm das Großkreuz des Leopold-Ordens verliehen und 1901 wurde Prinz Wilhelm zum General der Kavallerie befördert.
Wilhelm besaß nicht nur Sinn für die praktischen Aufgaben, welche die Bewirtschaftung der Herrschaft Nachod an ihn stellte, sondern sein Interesse erstreckte sich auch auf Wissenschaft und Kunst, wie er durch die Reorganisation des Schlossarchivs zu Nachod und der Bibliothek zu Ratiborschitz bewies. Dabei bemühte er sich, beides den praktischen Bedürfnissen anzupassen. Er ließ die wirtschaftlichen Akten des Archivs ordnen und ergänzte die Bibliothek hauptsächlich um Werke, die sich auf die wirtschaftlichen Interessen der Herrschaft bezogen und von den Beamten mit Nutzen studiert werden konnten. Zudem vervollständigte er die Bibliothek um militärische Bücher, wohingegen die schöngeistige Literatur auf gelegentliche Anschaffungen beschränkt blieb.
Wilhelm zeigte ein reges Interesse für alle Angelegenheiten des öffentlichen Lebens, das er durch Rat und Tat, aber auch durch persönliche Opfer förderte. Durch seine Teilnahme an den Beratungen des österreichischen Reichsrats und seine aufmerksame Verfolgung der Beratungen des böhmischen Landtages stand er auch mit der Politik in steter Berührung. Durch seine Verbindungen mit dem Kaiser, der Regierung und der Politik suchte er helfend, ratend und unterstützend einzugreifen. Als kaisertreuer, österreichischer Patriot verurteilte er einseitiges politisches Bestreben; die tschechisch-nationale Einseitigkeit ebenso wie die destruktiven Tendenzen der Alldeutschen. Dabei versuchte er, den berechtigten Forderungen beider Ethnien gerecht zu werden. So setzte er sich für die Gleichberechtigung beider Sprachen ein, duldete aber auch nicht, dass die deutsche Sprache in unberechtigter Weise durch die tschechische verdrängt würde.
Auf seiner Herrschaft Nachod kümmerte sich Wilhelm um eine Ertragssteigerung durch Erhöhung des Viehbestandes, Melioration und den Einsatz von Kunstdünger. 1869/70 ließ er in Skalitz ein Dampfsägewerk einrichten, neben forstwirtschaftlicher Bestandspflege und dem Ausbau des Wegenetzes zwischen 1873 und 1885. Außer Viehzucht wurde Fischzucht in 17 Teichen betrieben, 1878 ließ er auch eine erste Forellenzuchtanlage bei Miskoles einrichten. Die Wiesenmelioration wurde in Wiesenbaukursen bis 1886 der Öffentlichkeit zugänglich gemacht und spezielle Wiesenwärter ausgebildet. In Anerkennung seiner Verdienste verlieh ihm die französische Regierung 1888 den Ordre du Mérite agricole, den ersten Orden für Verdienste in der Landwirtschaft. Nach einer Hochwasserkatastrophe im Juli 1897 engagierte sich Wilhelm für die Errichtung von Talsperren.

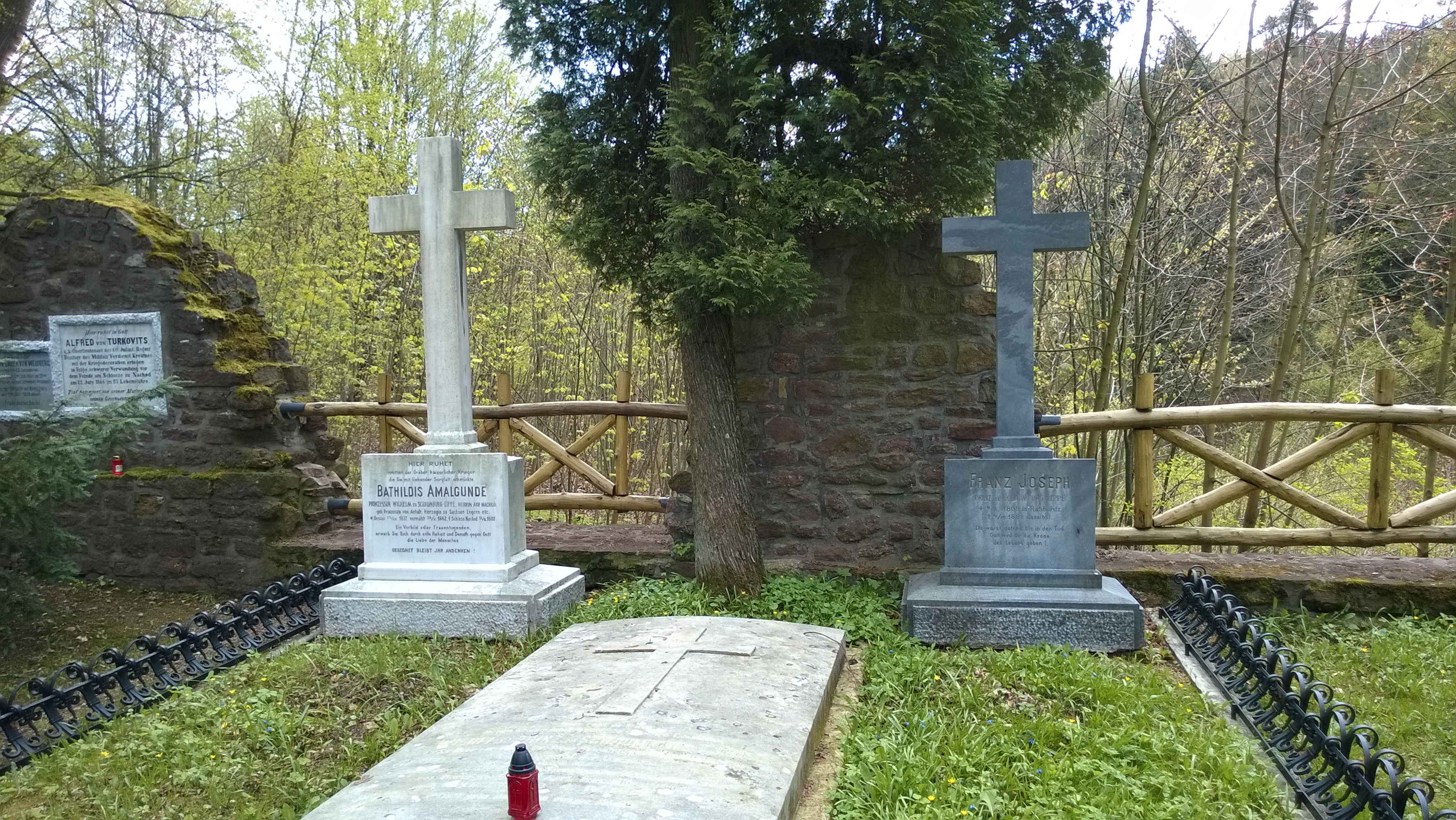
Friedhof am weißen Kreuz in Náchod mit Gräbern der Besitzer von Schloss Náchod

Nach dem Tod seiner Frau 1902 und seines jüngsten Sohnes Maximilian 1904 starb Wilhelm nur wenige Stunden nach seiner Schwiegertochter Louise am 4. April 1906 auf Schloss Ratiborschitz. Bei dem Prinzen Max, der als Rittmeister bei dem Königlich Württembergischen Ulanen-Regiment König Wilhelm I. Nr. 20 in Ludwigsburg stand, bildete sich ein Herzleiden aus, wohl die Folge einer schweren Erkrankung, welche er in seiner Knabenzeit durchgemacht hatte. Prinz Wilhelms Beisetzung mit militärischen Ehren erfolgte am 9. April auf dem Friedhof am weißen Kreuz in Nachod neben seiner Gemahlin. Außer dem württembergischen Königspaar und anderen fürstlichen Verwandten waren die Vertreter des Kaisers Franz Joseph I. und des Königs von Dänemark anwesend.

## Nachkommen

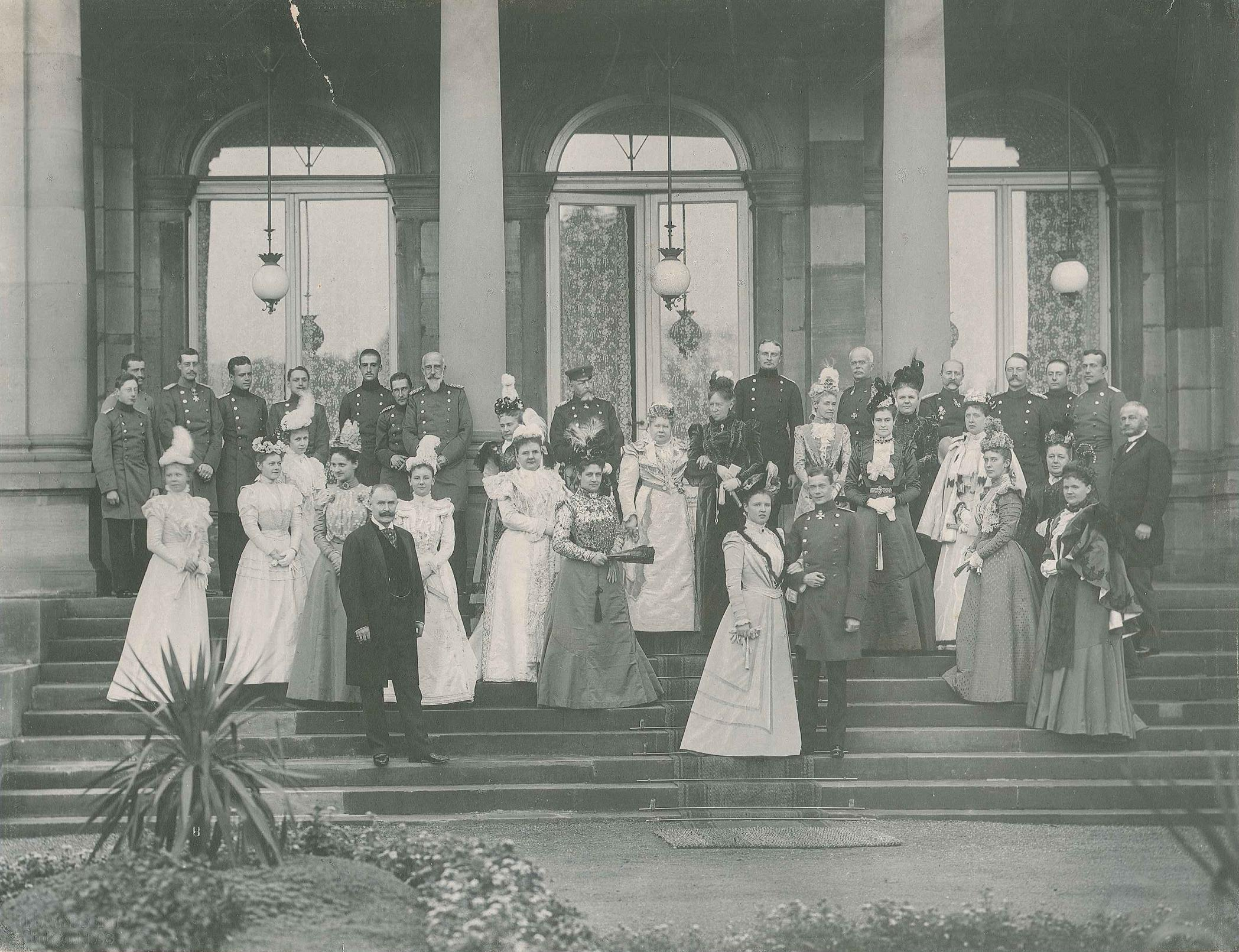
Hochzeit von Pauline von Württemberg 1898 in Stuttgart – Wilhelm zu Schaumburg-Lippe steht rechts außen

Aus der Ehe Wilhelms zu Schaumburg-Lippe mit Bathildis von Anhalt-Dessau gingen neun Kinder hervor:
- Charlotte (1864–1946) ⚭ 1886 König Wilhelm II. von Württemberg
- Franz Josef (1865–1881)
- Friedrich (1868–1945), bis 1945 letzter Besitzer der Sekundogenitur Náchod

⚭ 1896 Prinzessin Louise von Dänemark (1875–1906)
⚭ 1909 Prinzessin Antoinette von Anhalt (1885–1963)
- Albrecht (1869–1942)

⚭ 1897 Herzogin Elsa von Württemberg (1876–1936)
- Maximilian (1871–1904)

⚭ 1898 Herzogin Olga von Württemberg (1876–1932)
- Bathildis (1873–1962)

⚭ 1895 Fürst Friedrich zu Waldeck und Pyrmont
- Sohn (*/† 1874)
- Adelheid (1875–1971)

⚭ 1898–1920 Herzog Ernst II. von Sachsen-Altenburg
- Prinzessin Alexandra (1879–1949), war während des Ersten Weltkriegs Präsidentin des Náchoder Zweigvereins des Roten Kreuzes[8].